# Culturele diversiteit in de Nederlandse media
Culturele diversiteit in de Nederlandse media betreft de rol van de media in de Nederlandse multiculturele samenleving. Vanaf 1999 voert het ministerie van Onderwijs, Cultuur en Wetenschap een actief beleid rond het thema “media en minderheden”, met als uitgangspunt dat de veranderingen in de samenstelling van de Nederlandse bevolking zichtbaar dienen te zijn in het aanbod, de makers en het publiek van de media. De media als spiegel van de multiculturele samenleving.

## Programma-aanbod
In de loop der jaren is het accent binnen het mediabeleid verschoven van doelgroepprogramma’s naar multiculturele programma’s en van multiculturele programma’s naar inclusieve programma’s. Verschillende organisaties (zoals Migranten & Media, Bureau Beeldvorming & Diversiteit en Mira Media) hebben zich ingezet voor een betere afspiegeling van de multiculturele samenleving in de media. Meer gekleurde acteurs, presentatoren met een migratieachtergrond, biculturele kandidaten in spelshows, woordvoerders en experts uit etnische minderheidsgroepen. Hieronder een overzicht van culturele diversiteit in de Nederlandse media.

#### Mainstreammedia
Onder mainstreammedia worden verstaan de meest gebruikte, toonaangevende media in Nederland. Culturele diversiteit in mainstreammedia houdt in dat de multiculturele samenleving op een vanzelfsprekende manier aan bod komt in alle media-uitingen. Voorbeelden van culturele diversiteit in mainstreammedia zijn:
- Onderweg naar Morgen (soapserie, tv)
- SpangaS (jongerenserie, tv)
- Van Speijk (politieserie, tv)
- Kunststof (radioprogramma)
- Viva (vrouwenblad)
- Flair (vrouwenblad)
- Spunk (internetmagazine)
- NOS Headlines (nieuwsportal)

#### Multiculturele media
Multiculturele media zijn media voor een divers samengesteld publiek vanuit verschillende perspectieven. Ze worden gemaakt door een cultureel diverse redactie en richten zich specifiek op wat leeft onder verschillende bevolkingsgroepen in de multiculturele samenleving. Deze programma’s spreken ook mensen met interesse in andere culturen aan. Voorbeelden van multiculturele media waarin culturele diversiteit naar voren komt zijn:
- MTNL (televisiezender)
- FunX (jongerenzender, radio)
- Raymann is Laat (laatavondprogramma, tv)
- Dichtbij Nederland (actualiteitenprogramma, tv)
- Dunya en Desie (jongerenserie)
- Shouf Shouf! (tv-serie)
- Shouf Shouf Habibi! (film)
- Contrast (tijdschrift)
- Colorfull magazine (tijdschrift)
- Wereldjournalisten (nieuwsportal, internet)
- Partypeeps2000 (multiculturele jongerenwebsite, internet)

#### Doelgroepmedia
Doelgroepmedia zijn bedoeld voor één specifieke etnische doelgroep en belichten alleen onderwerpen met betrekking tot of relevant voor deze groep. Vaak verschijnen doelgroepmedia in de eigen taal van de bevolkingsgroep waarvoor ze bedoeld zijn. Lokale etnische doelgroepprogramma’s hebben een belangrijke sociale en culturele functie binnen de etnische gemeenschappen. De mensen worden via de programma’s geïnformeerd over gebeurtenissen binnen de eigen kring en in de Nederlandse samenleving. De programma’s besteden aandacht aan de eigen taal en cultuur hetgeen een belangrijk bindmiddel vormt met de luisteraars en de kijkers. De lokale omroepen fungeren ten slotte als discussieplatform voor kwesties die in de gemeenschap en in de Nederlandse samenleving spelen. Ze zijn dan ook bij uitstek geschikt als bronnen voor alternatief nieuws. Voorbeelden:
- Zaman Vandaag, Nederlandstalige nieuws- en opiniewebsite, weekblad en maandelijks tijdschrift, bij oprichting in 2012 gelieerd aan het Turkse dagblad Zaman en met focus op Turkse Nederlanders, Islam en Turkije, in mei 2017 doorgegaan als de Kanttekening
- Zaman Hollanda Turkstalig nieuws en opinieblad
- Amor FM (radio)
- Ujala Radio (radio)
- Stadsradio Faya Lobi (radio)
- Radio Stanvaste (radio)
- Kadin (blad voor Turks-Nederlandse vrouwen)
- Mixs Magazine (tijdschrift)
- M-kidz (tijdschrift voor islamitische kinderen)
- PoPolsku (weekkrant voor Polen in Nederland)
- Marokko.nl[1] (communitysite, internet)
- Maroc.nl[2] (communitysite, internet)

In 2007 heeft onderzoeker Marleen de Witte aan de Universiteit van Amsterdam een inventarisatie uitgevoerd naar het aantal minderhedenmedia in Nederland. Zij vond in totaal 323 vormen van minderhedenmedia, waarvan 112 radio, 97 televisie en 94 print. Internetmedia zijn in deze inventarisatie niet meegenomen.

## Makers (personeel)

#### Culturele diversiteit in mediaorganisaties
De culturele diversiteit in de Nederlandse samenleving wordt niet weerspiegeld in mediaorganisaties: 
- Redacties binnen de omroepsector bestaan voornamelijk uit autochtone mannen en vrouwen die werken volgens vaste patronen en een eigen, vooral autochtoon netwerk hebben. Het is voor allochtone mediaprofessionals zeer moeilijk om een plek te bemachtigen tussen deze gevestigde orde.[4]
- In 2008 was 5% van de werknemers bij de Nederlandse Publieke Omroep van allochtone afkomst, het streefgetal van 10% wordt nog lang niet gehaald.[5]
- De Wet SAMEN, die ondernemingen met ten minste 35 werknemers verplichtte een afzonderlijke personeelsregistratie te voeren en een jaarverslag op te stellen, bood inzicht in het aantal werkzame allochtonen bij de publieke omroep. Geen van de publieke omroepen behaalde het evenredigheidscijfer van 9% (toentertijd het gemiddelde percentage allochtonen in Midden-Nederland). Bij de AVRO werkten de meeste allochtonen (7,1%), bij de EO de minste (3,3%). Endemol was enige van alle omroepinstellingen die het evenredigheidspercentage van 9% behaalde. De commerciële omroepen Sky Radio en Radio 538 hadden beiden geen allochtone werknemers in dienst.[6]
- Allochtone journalisten en mediamakers krijgen nog te weinig voet aan de grond in de witte omroepwereld van Hilversum. Omroepen zijn zich steeds meer bewust van de noodzaak van diversiteitsbeleid, maar zien nog te veel haken en ogen bij de ontwikkeling ervan.[7]

Allochtone werknemers zijn nog steeds ondervertegenwoordigd binnen mediaorganisaties. Ondanks de groeiende steun in de mediasector voor diversiteitsbeleid en de groeiende vraag naar etnische mediaprofessionals, ondervinden zij toch nog grote barrières om deze sector binnen te komen en er binnen te blijven. Volgens Marieke Dielissen, zo blijkt uit haar onderzoek 'Voor iedereen gelden dezelfde regels, dus er is hier geen probleem' uit 2004 voor Bureau Beeldvorming en Diversiteit, zijn hier vijf redenen voor aan te wijzen:
- Objectiviteit staat voorop: allochtone collega’s worden gezien als specifiek en subjectief.
- Programma’s zijn prioriteit: prioriteit ligt niet bij de begeleiding van nieuwe medewerkers of actief diversiteitsbeleid.
- Onbekend maakt onbemind: allochtonen wijken af van de meerderheid mannelijke, autochtone 40+, ongelovige mediaprofessional.
- Je moet gezien en gevraagd worden: bij selectie put men uit voornamelijk eigen ‘witte’ netwerk.
- Iedereen heeft gelijke kansen: leidinggevenden voelen weinig noodzaak zich te verdiepen in processen die de kansen van allochtonen vergroten.

Uit verschillende onderzoeken is de meerwaarde van een divers personeelsbestand bij (media) organisaties gebleken. Organisaties met veel culturele diversiteit onder hun personeel:
- Hebben een grotere verscheidenheid aan kennis, ideeën en ervaringen
- Zijn aantrekkelijker voor de buitenwereld die zich in het bedrijf herkent
- Zijn bekend met een diversiteit aan cultureel bepaalde omgangsvormen
- Intern krijgt iedereen gelijke kansen

#### Talentontwikkeling etnische mediaprofessionals
Talenten met diverse etnische achtergronden zijn binnen de media een bron van vernieuwing. Er zijn verschillende initiatieven die met name omroepen ontplooien om jonge talenten in huis te halen:
- Summerschool, een initiatief georganiseerd door MTNL, RVU en Idtv waarbij een multicultureel samengestelde groep van dertig jonge mensen een zomercursus televisie doorloopt.
- Roots & Routes, opleiding van multicultureel talent. Professionele artiesten die jong muziek- en danstalent begeleiden met als afsluiting een optreden bij een muziekfestival. Daarbij maken jonge schrijvers en filmers verslagen en videoregistraties van deze optredens, die worden uitgezonden op lokale en regionale radio en televisie.
- Project Kind en Kleur (samenwerking tussen het Mediafonds en adviesbureau Binoq Atana).
- Ontwikkelingstraject Impuls (samenwerking tussen het Stimuleringsfonds Nederlandse Culturele Mediaproducties en Mira Media).
- Scouten van de Nederlandse Film- en Televisieacademie op middelbare scholen naar potentieel cultureel-divers filmtalent.
- Jongerenprogramma Combeat, waar jongeren met diverse etnische achtergronden een radioprogramma maken na eerst een radiotraining te hebben gevolgd.

## Publiek

### Mediagebruik etnische minderheden
Etnische minderheden zijn ondervertegenwoordigd in reguliere kijk- en luisteronderzoeken van de Nederlandse Publieke Omroep. Wel zijn er verschillende ad-hoconderzoeken met betrekking tot het mediagedrag van etnische minderheden. Allochtonen kijken weinig naar programma’s van de publieke omroep, veel etnische minderheden kijken naar eigentalige zenders. Dit geldt met name voor oudere allochtonen. Jongeren kijken naar zowel Nederlandse zenders als eigentalige zenders, waardoor ze een bredere kijk op het nieuws hebben dan de gemiddelde Nederlandse mediagebruiker. Opvallend is dat het kijk- en luistergedrag van de tweede en derde generatie allochtonen (geboren en getogen in Nederland) veel overeenkomsten vertoont met autochtone jongeren. Beide groepen kijken en luisteren veel naar commerciële zenders. Verder zijn allochtone Nederlanders zeer gehecht aan cultuurgebonden printmedia. Daarnaast zijn ze minder bereid te betalen voor een dagblad. Wat betreft online mediagebruik geldt dat oudere allochtonen nauwelijks gebruikmaken van het internet. Allochtone jongeren maken veel gebruik van internet, net zoveel als autochtone jongeren. De zogenaamde digitale kloof is dus voornamelijk gebaseerd op leeftijd en niet zozeer op etniciteit. Cultuurgebonden online media zijn wel populair bij allochtone jongeren. Verder wijzen verschillende onderzoeken uit dat tussen verschillende etnische groepen veel verschil in mediagebruik bestaat.

### Mediawijsheid
Mediawijsheid houdt in dat we in staat zijn om oude media (televisie, radio, pers) en nieuwe media (internettoepassingen, sms) te gebruiken en dat we een gezonde mentaliteit ten opzichte van deze media hebben. Daarbij moeten we ons bewust zijn van de mogelijkheden (maar ook gevaren) en de context van informatie. Hierbij kan onderscheid gemaakt worden tussen expressieve mediawijsheid (de competenties en houding die nodig zijn voor een alledaags, informeel en creatief mediagebruik) en reflectieve mediawijsheid (een bewuste en kritische houding ten opzichte van de media).
De term werd voor het eerst gebruikt in 2005, in een advies van de Raad voor Cultuur met de titel Mediawijsheid, de ontwikkeling van nieuw burgerschap. Mediawijsheid was een van de speerpunten van het kabinet-Balkenende IV. Op 23 april 2008 werd het boek Mediawijsheid in Perspectief gepresenteerd, met daarin 30 gesprekken met deskundigen en het advies zelf. In Nederland draagt het expertisecentrum Mediawijzer.net in opdracht van het ministerie van Onderwijs, Cultuur en Wetenschap bij aan de mediawijsheid van alle burgers.

## Medialandschap Nederland

### Publieke omroepen
De Nederlandse Publieke Omroep wordt gefinancierd door een mix van belasting- en reclame-inkomsten. De publieke omroep bepaalt zelf de vorm en inhoud van zijn programma’s. Wel stelt de overheid eisen door middel van een algemene taakopdracht en een verplichting tot een volledig programma, bestaande uit informatie, educatie, cultuur en amusement. Deze richtlijnen gelden voor zowel de landelijke als de regionale omroepen. De landelijke publieke omroep bestaat uit drie nationale televisiezenders en vijf nationale radiozenders. De regionale publieke omroep bestaat uit 13 regionale televisiezenders en 13 regionale radiozenders. De regionale omroepen zijn verenigd in de stichting Regionale Omroep Overleg en Samenwerking (ROOS). Op 20 april 2009 telde Nederland 289 publieke lokale omroepen, die gezamenlijk 410 gemeenten bedienen. De lokale omroepen zijn verenigd in de Organisatie van Lokale Omroepen in Nederland (OLON).
Voor een uitgebreider overzicht van de zenders van de publieke omroep en de omroepen die daarop uitzenden, zie: Nederlandse Publieke Omroep.

### Commerciële omroepen
Commerciële omroepen worden uitsluitend uit reclameopbrengsten gefinancierd. Hierdoor zijn de commerciële aanbieders in veel mindere mate door de overheid te sturen. Hun keuzes zijn vanzelfsprekend vooral gebaseerd op commerciële motieven, de reclame-inkomsten zijn afhankelijk van het kijkgedrag (en de kijkcijfers) van het publiek. Het programma-aanbod van de commerciële mediabedrijven richt zich op grond daarvan minder op het bedienen van kleine publieksgroepen. Voor de commerciële omroepen gelden enkele wettelijke regels over: reclame, bescherming van jeugdigen en percentages van Nederlandse, Europese en onafhankelijke producten. Nederland kent 12 commerciële televisiezenders, RTL Nederland en SBS Broadcasting hebben het grootste marktaandeel. Verder zijn er 13 commerciële radiostations, waarbij de Sky Radio Group en RTL Nederland het grootste marktaandeel hebben.

### Pers

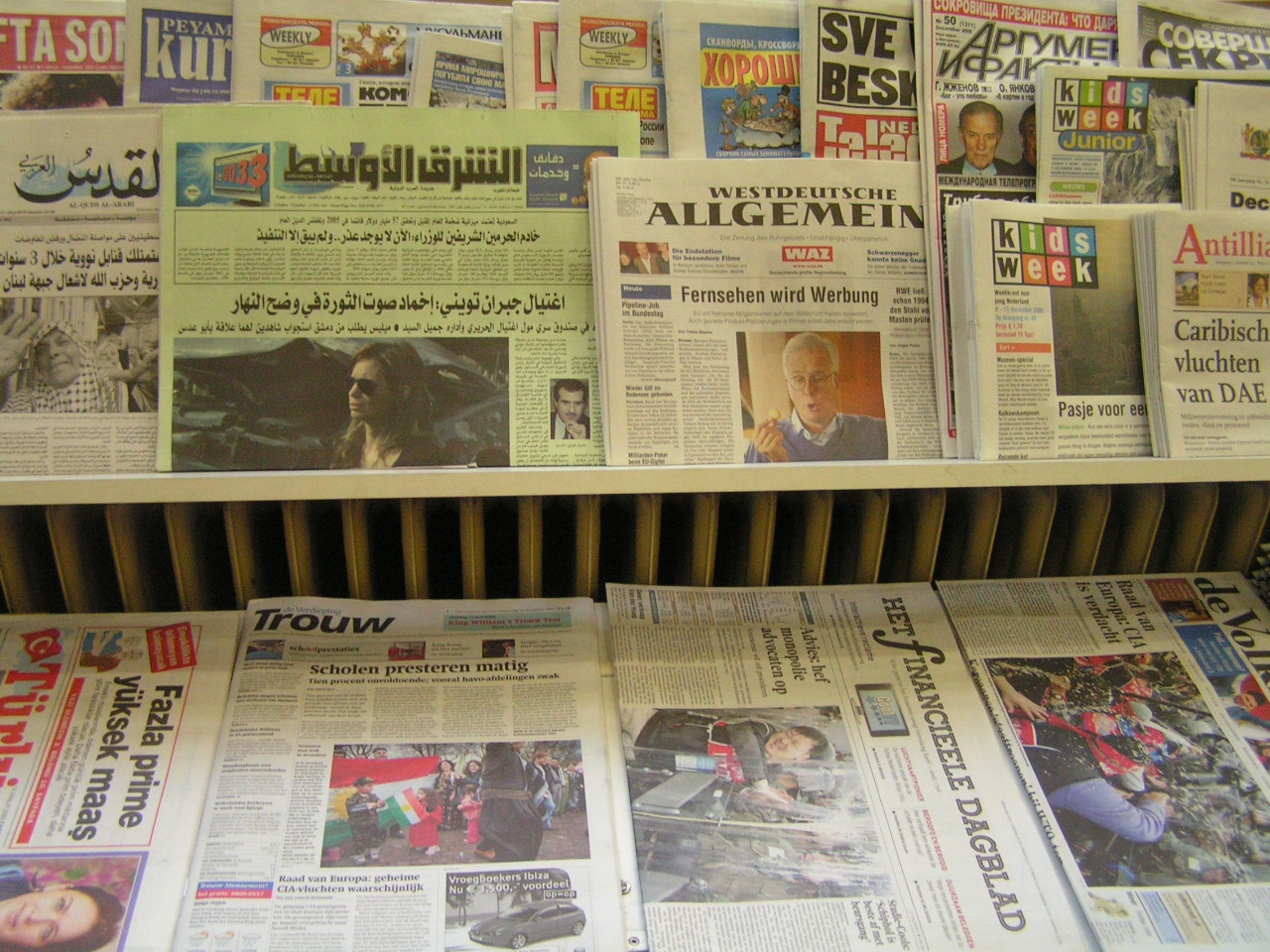
Buitenlandse kranten bij een Nederlandse krantenkiosk

De belangrijkste sectoren in de Nederlandse Pers zijn: dagbladen, nieuwsbladen, tijdschriften en gratis verspreidde advertentie- en nieuwsbladen. De dagbladenmarkt is sterk geconcentreerd, de drie grootste uitgevers zijn Persgroep Nederland, Wegener en Telegraaf Media Groep. Nederland telt 11 dagbladuitgeverijen, die gezamenlijk 29 zelfstandige betaalde dagbladen uitgeven. Worden de gratis dagbladen meegerekend, dan telt de Nederlandse markt 32 titels.  Alle uitgevers van betaalde dagbladen in Nederland zijn aangesloten bij de Nederlandse Dagbladpers (NDP), de branche- en werkgeversvereniging van dagbladuitgevers in Nederland. Er zijn plusminus 4000 tijdschriften in Nederland. Ieder jaar worden er veel titels opgeheven en komen er veel nieuwe tijdschriften bij. Opinieweekbladen (zoals Elsevier, Vrij Nederland, HP/De Tijd en De Groene Amsterdammer) hebben door hun opinievormende functie een relatief grote betekenis voor het functioneren van de democratie.

### Online media
Het aantal geregistreerde .nl-domeinnamen (dus pagina's die eindigen op .nl) per november 2009 is 3.644.266. In dezelfde maand in 2008 bedroeg dat aantal nog 3.164.265, wat een groei van 15,17% in één jaar tijd betekent. Het internet groeit exponentieel.

### Ontwikkelingen in het medialandschap
In de media zijn sinds het einde van de 20e eeuw verschillende ontwikkelingen gaande:
- Geografische grenzen vervagen
- Digitalisering, zie ook: Geschiedenis van het internet in Nederland
- Mediaconvergentie
- Omroepen en kranten ontwikkelen zich steeds meer in de richting van multimediale bedrijven
- User generated content is sterk in opkomst (aanbod dat door de gebruiker zelf wordt gemaakt)
- Opkomst burgerjournalistiek
- Explosieve (doorzettende) groei internet
- Internettijd gaat ten koste van tv-tijd
- Ontlezing: minder leestijd en abonnementen dagbladen lopen terug
- Sterk groeiend media-aanbod toegesneden op individuele voorkeuren van de gebruiker

## De Nederlandse Publieke Omroep en culturele diversiteit
Publieke omroepen kunnen door de overheid worden gestuurd en gemotiveerd om te zorgen voor aanbod dat aansluit op etnische minderheden. Het is de wettelijke taak van de NPO om een goede afspiegeling van de verschillende bevolkingsgroepen in de multiculturele samenleving te bieden.
Uit het rapport van de Visitatiecommissie Landelijke Publieke Omroep (2004-2008) en andere evaluaties naar de prestaties van de publieke omroep blijkt dat ze er niet goed in slaagt etnische minderheden te bereiken. De meerderheid van allochtone jongeren kijkt niet naar Nederland 1, 2 of 3. De publieke omroep fungeert daarmee niet als ontmoetingsplaats voor allochtonen en autochtonen. De Raad van Bestuur van de NPO heeft daarop diversiteit als speerpunt gekozen in het omroepbeleid, wat tot uiting komt in de meerjarenbegroting 2008-2012 waarin per medium plannen zijn opgenomen voor diversiteit in personeelsbeleid en programma’s.

## Mediabeleid
Sinds 1990 kent Nederland een duaal bestel van publieke en commerciële omroepen. Doel van het mediabeleid van de Nederlandse overheid is te zorgen dat daarmee zo veel mogelijk burgers toegang hebben tot een onafhankelijk, gevarieerd en kwalitatief hoogstaand media-aanbod. Vanwege het maatschappelijke belang houdt de overheid toezicht op de media. Via het scheppen van voorwaarden, het stimuleren van positieve maatschappelijke effecten en het tegengaan van negatieve worden de belangrijke functies bewaakt: onafhankelijkheid, pluriformiteit, toegankelijkheid en kwaliteit.

### Geschiedenis media- en minderhedenbeleid
Het beleid ten aanzien van media en etnische minderheden loopt parallel aan de houding van de overheid ten opzichte van etnische minderheden. In de jaren tachtig realiseerde de Nederlandse overheid dat de gastarbeiders zich permanent in Nederland vestigden en benadrukte het belang van behoud van de eigen cultuur van de etnische minderheden. Daarom stimuleerde de Nederlandse overheid doelgroepprogramma’s in de eigen taal. Vanaf de jaren negentig kwam de nadruk op integratie te liggen. De landelijke publieke omroep hoefde zich niet langer bezig te houden met doelgroepprogrammering, er werd een start gemaakt met de interculturalisering van de publieke omroep.
In 1999 verscheen de nota Media- en minderhedenbeleid. Hierin stond dat de multiculturele samenleving weerspiegeld moet zijn in zowel het aanbod, de makers en het publiek van de media. Doelstellingen zijn: verrijking kwaliteit en diversiteit van het media-aanbod, beter bereik Nederlandse media onder culturele minderheden, stimuleren evenwichtige beeldvorming van de multiculturele samenleving, bijdragen aan het proces van wederzijdse integratie en versterking specifiek programma-aanbod voor minderheden op lokaal niveau. De Nederlandse publieke omroep voert sinds het begin van deze eeuw een inclusief beleid, dat wil zeggen dat de multiculturele samenleving op een vanzelfsprekende manier tot uitdrukking moet komen in alle programma’s.  
Per 1 januari 2009 is de Mediawet 2008 in werking getreden. Doel van de wet is te waarborgen dat de publieke omroep ook in het digitale landschap zijn maatschappelijke functies zal kunnen vervullen en blijft voldoen aan de democratische, sociale en culturele behoeften van de maatschappij. In Nederland hebben een aantal organisaties taken op het niveau van uitvoering van de Mediawet. Zo controleert het Commissariaat voor de Media de juiste naleving van de Mediawet, houdt het Stimuleringsfonds voor de Pers zich bezig met het handhaven en bevorderen van pluriformiteit in de pers en stimuleert het Stimuleringsfonds Nederlandse Culturele Mediaproducties de kwaliteit van de culturele programmering van de publieke omroep. De Raad voor Cultuur adviseert de regering en de Eerste en Tweede kamer over het te voeren cultuurbeleid.

## Onderzoek naar media en culturele diversiteit
Uit verschillende onderzoeken blijkt de invloed die media kunnen hebben op de multiculturele samenleving. Hieronder een greep uit nationaal en internationaal onderzoek op het gebied van media en culturele diversiteit: 
- Media kunnen een genuanceerd beeld creëren van de Nederlandse multiculturele samenleving (De Bruin).[29]
- Amusementsprogramma’s met acteurs uit minderheidsgroepen met belangrijke rollen kunnen bijdragen aan een positief beeld van minderheden (Norris).[30]
- Nederlands televisiedrama fungeert als een gemeenschappelijk referentiekadervoor identiteitsconstructies bij jongeren (De Bruin).[29]
- Internet draagt bij aan identiteitsontwikkeling van allochtone jongeren en voorzien etnische groepen van informatie over de samenleving (van Summeren).[31]
- Media kunnen een bepaalde etnische groep van informatie voorzien in hun eigen moedertaal, om op deze manier de onderlinge communicatie binnen de groep te versterken. ‘Bonding social capital’: individuen communiceren met elkaar binnen de eigen groep (Robert Putnam).[32]
- Media bieden een platform waar groepen met elkaar kunnen communiceren waardoor relaties tussen mensen ontstaan, behouden blijven of veranderen. ‘Bridging social capital’: individuen kijken verder dan hun eigen groep en verbreden hun horizon (Robert Putnam).[32]
- ICT-gebruik van allochtone jongeren kan leiden tot zowel ‘bridging’ als ‘bonding’ (Linders & Goossens).[33] en Brouwer.[34]
- ‘Bridging’ en ‘bonding’ sluiten elkaar niet uit: goed geïntegreerde migranten maken zowel intensief gebruik van Nederlandse media als van eigen media (Peeters & d’Haenens).[35]
- Media dragen bij aan de publieke meningsvorming van burgers (Hermes et al.)[36]
- Volgens Shadid[37] maken de media zich schuldig aan het presenteren van generaliserende en stigmatiserende berichten over de islam. Op deze manier delen de media de samenleving op in ‘wij’ en ‘zij’ (negatieve invloed).